# Carmenta phoradendri
Carmenta phoradendri (tên tiếng Anh: Mistletoe Borer) là một loài bướm đêm thuộc họ Sesiidae. Nó được miêu tả bởi Engelhardt năm 1946. Nó được tìm thấy ở tây nam Arizona, México và miền nam Texas.
Con trưởng thành bay vào tháng 8 và tháng 9.
Ấu trùng ăn Phoradendron tomentosum growing on mesquite (Prosopis glandulosa).